# Junkers Jumo 211
Mis à l'étude avant même l'acceptation du Junkers Jumo 210 par la Luftwaffe, le Junkers Jumo 211 se présentait comme une version agrandie de son prédécesseur avec une cylindrée de 35 litres. Il fut le concurrent direct du Daimler-Benz DB 601 qui eut un grand succès dans l'équipement des chasseurs allemands, le Jumo 211 eut tendance à se spécialiser comme moteur de bombardier, équipant entre autres, les Ju 87 et Ju 88, ainsi que le Heinkel He 111. Ce moteur fut une des plus belles réussite de Junkers avec 68 248 exemplaires produits.

## Historique
Le Dr Neugebauer commença les travaux sur ce moteur, à la demande du RLM dès 1934, une série de prototypes fut construite l'année suivante et essayée. En avril 1937, les premiers exemplaires de série, Jumo 211A sortirent des chaînes de montage de l'usine Jumo de Dessau et commencèrent à être montés dans des avions dès novembre.
En 1940, une refonte lui permit de concurrencer plus efficacement le Daimler-Benz DB 601, introduisant la pressurisation du système de refroidissement, ce qui permettait de fonctionner à plus haut régime en continu sans chauffe excessive. Ce modèle 211E fut suivi par des versions avec un vilebrequin renforcé et un compresseur amélioré, les 211F et 211J. Ces améliorations permirent de porter le régime maximal à 2 600 tr/min et la puissance à 1 350 chevaux. Les 211N et 211P, qui en furent dérivés, portèrent la puissance maximale à 1 425 et 1 475 ch, grâce à une augmentation de la pression de suralimentation pendant de courtes périodes.
Par la suite, le dessin fut aussi retravaillé par le Dr Lichte et donna naissance en 1943 au Junkers Jumo 213.
Une épave de moteur JUMO est exposée au musée de l'aviation de Warluis dans l'Oise.

## Description et caractéristiques

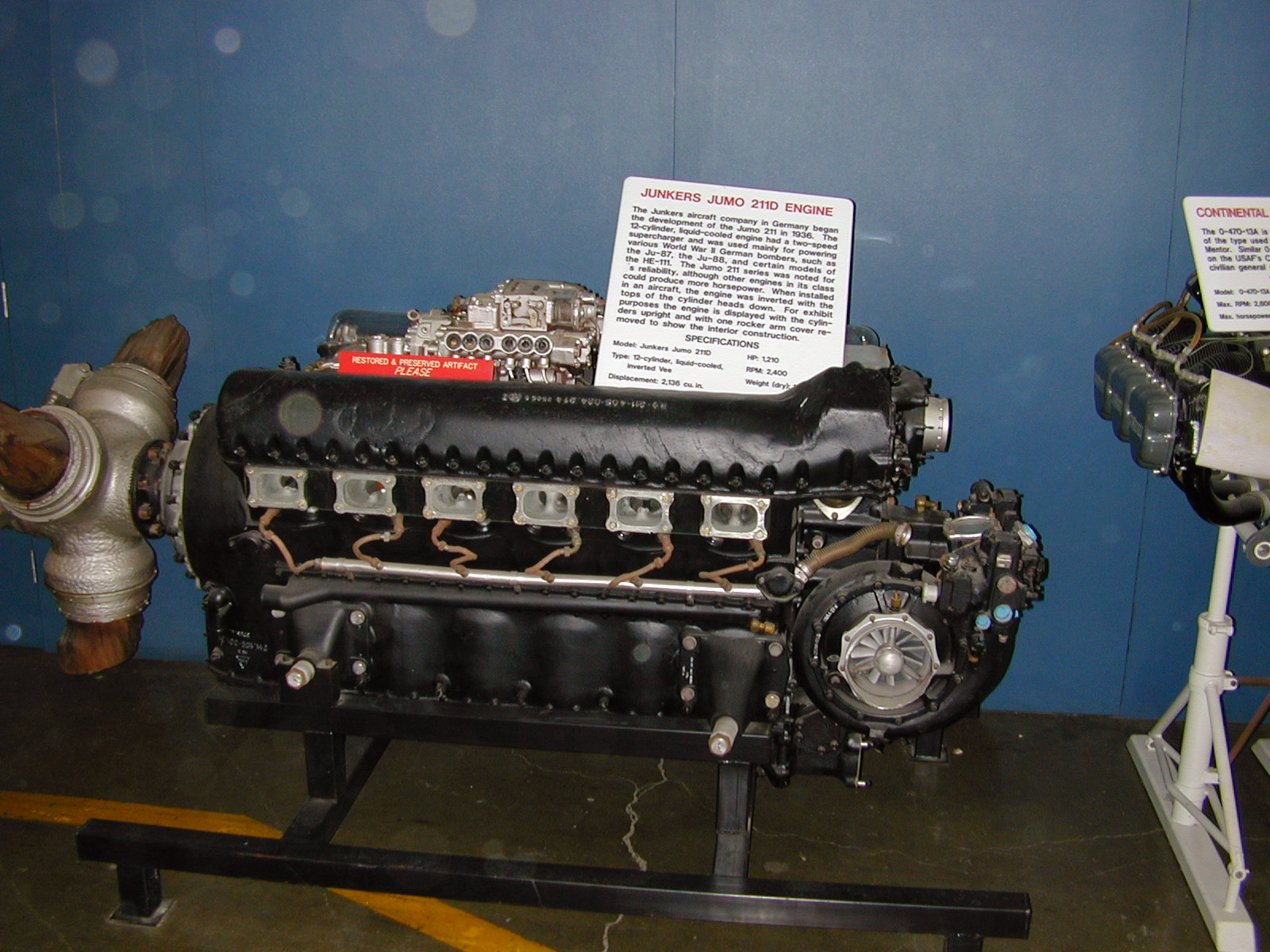
Junkers Jumo 211D, présenté à l'envers, les culasses en haut (USAF Museum)

Le Jumo 211 héritait sa configuration générale de son prédécesseur en V inversé, compresseur centrifuge à deux vitesses et injection directe par pompe d'injection Junkers en V à 150°, déjà mise en œuvre sur les 210G dès 1937.
Désignation du moteur : Junkers Jumo 211A3
Disposition : 12 cylindres en V inversé
Alésage : 150 mm  Course : 165 mm ;
Cylindrée : 34,99 litres
Rapport de compression : 6,5 : 1 (A)
Rapport d'entraînement de l'hélice : 0,645 pour 1 (A)
Masse : 640 kg (Ba) ; 720 kg (J)
Longueur : 2 173 mm ; largeur : 804 mm ; hauteur : 1 053 mm
Puissance maximale : 809 kW ; 880 kW (1 200 ch) à 2 400 tr/min (Ba) ; 1 045 kW (1 420 ch) à 2 600 tr/min (J)
Puissance de croisière (continue) : 590 kW (800 ch) à 2 100 tr/min (Ba) ; 705 kW (960 ch) à 2 250 tr/min (J)
Consommation spécifique minimale : 279 g/kWh (211F)

## Versions
- Jumo 211
- Jumo 211A : première version 1937, compresseur à 2 vitesses, régulateur de régime moteur et de charge
  - Jumo 211A0 : 735 kW
  - Jumo 211A1 : 790 kW
  - Jumo 211A3 : 809 kW

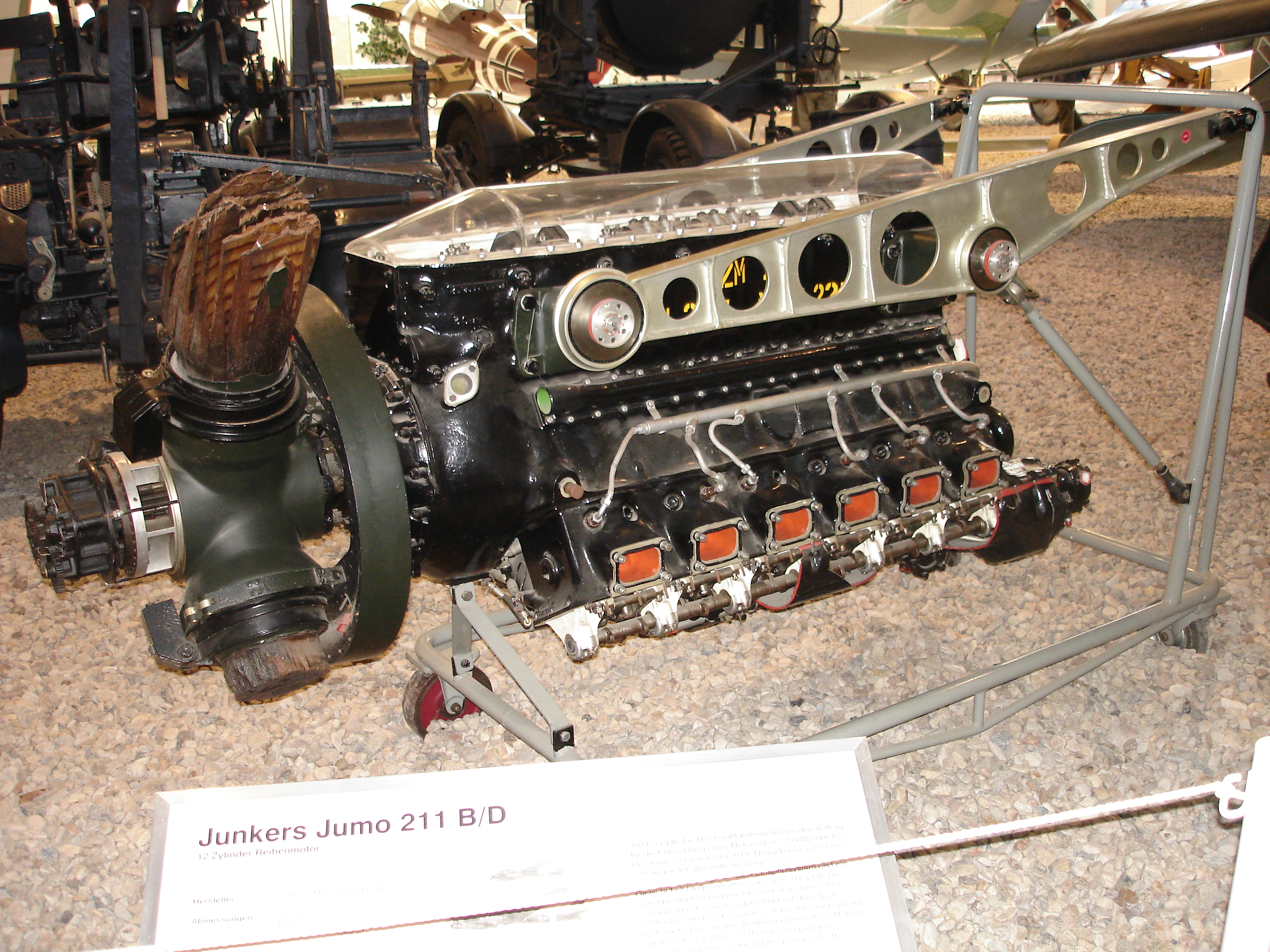
Junkers Jumo 211B/D au Militärhistorisches Museum Flugplatz Berlin-Gatow

- Junkers Jumo 211B/D au Militärhistorisches Museum Flugplatz Berlin-GatowJumo 211B : augmentation du régime maximum de 2 300 à 2 400 tr/min, 1 200 ch
- Jumo 211C : modification du rapport d'entraînement de l'hélice
- Jumo 211D : modification du rapport d'entraînement de l'hélice

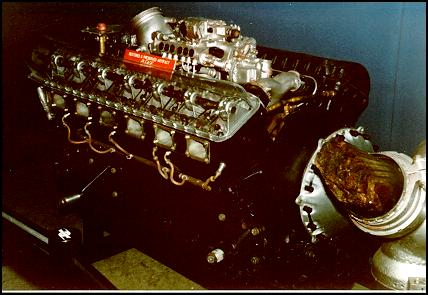
Junkers Jumo 211D

- Junkers Jumo 211DJumo 211E : système de refroidissement pressurisé
- Jumo 211F : vilebrequin renforcé, rotor de compresseur plus aérodynamique, régime maximum de 2 600 tr/min, 1 350 chJunkers Jumo 211F

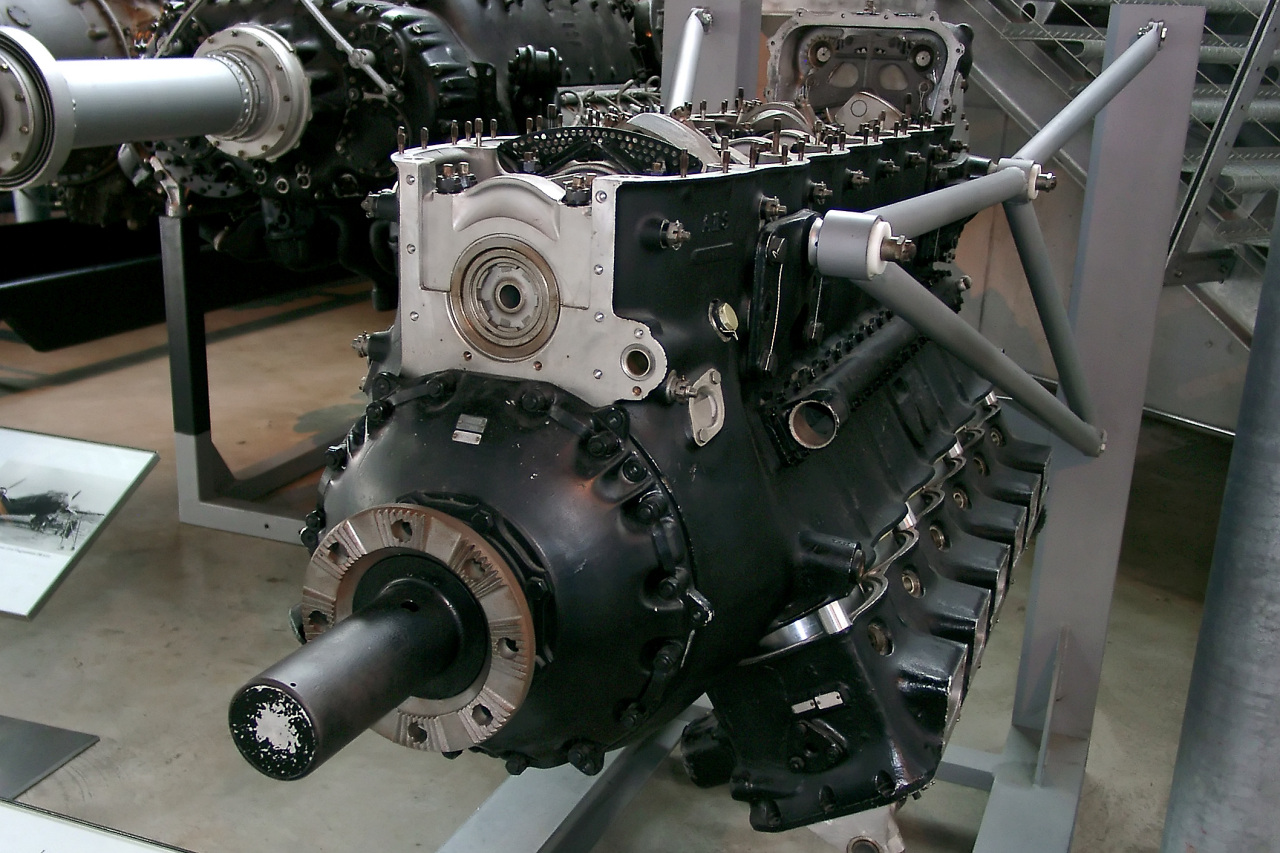
Junkers Jumo 211F

- Jumo 211G
- Jumo 211H
- Jumo 211J : F modifié
- Jumo 211L
- Jumo 211M
- Jumo 211N
- Jumo 211P
- Jumo 211Q : turbocompressé
- Jumo 211R